# Surveyor of the Navy
L'arpenteur de la marine (Surveyor of the Navy) également connu sous le nom de département de l'arpenteur de la marine et à l'origine connu sous le nom d'arpenteur et gréeur de la marine  était un ancien commissaire principal et membre du Conseil de la marine depuis l'inauguration de ce corps en 1546 jusqu'à son abolition en 1832 puis membre du conseil d'amirauté de 1848 à 1859. En 1860, le bureau a été renommé contrôleur de la marine jusqu'en 1869, date à laquelle le bureau a été fusionné avec celui du Third Sea Lord, le titulaire du poste était responsable de la conception des navires de guerre britanniques.

## Histoire
Le bureau a été créé en 1546 sous Henri VIII d'Angleterre lorsque le titulaire du poste a été nommé arpenteur et gréeur de la marine jusqu'en 1611. Bien que jusqu'en 1745, le travail de conception des navires de guerre construits dans chaque chantier naval royal incombait principalement au maître armateur de ce chantier naval royal. Pour les navires construits par contrat commercial (limité aux périodes de guerre, lorsque les chantiers navals royaux ne pouvaient pas faire face au volume de travail), le bureau de l'arpenteur a dessiné les dessins auxquels les constructeurs de navires privés étaient tenus de construire les navires. À partir de 17 h 45, la responsabilité de la conception était concentrée dans le bureau de l'arpenteur, les maîtres charpentiers du chantier naval étant responsables de la mise en œuvre. En 1832, le Conseil de la marine a été aboli et toutes ses fonctions ont été placées sous le contrôle exclusif du Conseil de l'amirauté.
Avant 1832, la construction, l'équipement et la réparation des navires HM étaient sous la responsabilité du Navy Board. À l'origine, le principal officier le plus concerné était l'arpenteur de la marine, qui estimait les besoins annuels en approvisionnements, inspectait les provisions de bord et tenait les livres de magasin et les factures de réparation de la flotte. Au XVIIIe siècle, ses fonctions passèrent de plus en plus au contrôleur de la marine. Le bureau de l'arpenteur n'a pas disparu, cependant, et après 1832, lorsque le bureau de contrôleur a été aboli, l'arpenteur a été rendu l'officier responsable sous le premier seigneur de la mer pour les départements matériels, et est devenu un membre permanent du conseil d'amirauté en 1848. En 1859, le nom du bureau a été changé en contrôleur de la marine  jusqu'en 1869 lorsque le bureau a été fusionné avec le bureau du troisième seigneur naval .

## Supports de bureau

### Arpenteur et gréeurs de la marine (1546–1611)
Dans l'ordre des dates (notez que le poste d'arpenteur était fréquemment partagé, ce qui permettait à l'Amirauté de préparer des conceptions concurrentielles pour l'évaluation):
Arpenteurs et gréeurs de la marine
- Vice-amiral, sir Thomas Spert, 1524-1541
- Benjamin Gonson 24 avril 1546 - juin 1549[1].
- Amiral Sir William Wynter 8 juillet 1549.
- Contre-amiral Sir Henry Palmer 11 juillet 1589.
- Sir John Trevor 20 décembre 1598-1611.

### Arpenteurs de la marine (1611-1859)
- Sir Richard Bingley 1611-1619.
- Thomas Norreys 12 février 1619-1625.
- Joshua Downing 1625-1628.
- Sir Thomas Aylesbury 1628.
- Kenrick Edisbury 19 décembre 1632.
- Vice-amiral William Batten 26 septembre 1638.
- John Holland 16 février 1649.
- George Payler 1654.
- Sir William Batten 20 juin 1660.
- Thomas Middleton 25 novembre 1667.
- Sir John Tippetts 5 septembre 1672.
- Edmund Dummer 9 août 1692.
- Daniel Furzer 22 septembre 1699.
- Daniel Furzer et William Lee (conjointement) 19 octobre 1706.
- Daniel Furzer (seul) 16 novembre 1714.
- Jacob Acworth 6 avril 1715.
- Sir Jacob Acworth et Joseph Allin (conjointement) 11 juillet 1745.
- Joseph Allin (seul) le 16 mars 1749.
- Thomas Slade et William Bately (conjointement) le 4 septembre 1755[4].
- Thomas Slade et John Williams (conjointement) le 28 juin 1765[5].
- John Williams (seul) le 22 février 1771.
- Sir John Williams et Edward Hunt (conjointement) le 11 avril 1778.
- Edward Hunt et John Henslow (conjointement) le 13 décembre 1784[6].
- John Henslow (seul) 7 décembre 1786.
- John Henslow et William Rule (conjointement) le 11 février 1793.
- Sir William Rule et Henry Peake (conjointement) le 20 juin 1806[7].
- Joseph Tucker et Robert Seppings (conjointement) 14 juin 1813. (Seppings est devenu Sir Robert Seppings à partir du 20 février 1822[8].
- Sir Robert Seppings (seul) le 1er mars 1831[9].
- Sir William Symonds, 9 juin 1832-octobre 1847 [10]
- Sir Baldwin Wake Walker 5 février 1848 - 1859[11].

### Contrôleurs de la marine (1859-1869)
En 1859, le poste d'arpenteur de la marine a été changé en contrôleur de la marine
- Le contre-amiral Sir Baldwin Wake Walker, –
- Vice-amiral Sir Robert Robinson, –

En 1869, le poste de contrôleur du poste de la marine a été fusionné avec le bureau du troisième seigneur naval

## Chronologie
- Conseil de la marine, arpenteur de la marine, 1546-1832
- Conseil d'amirauté, arpenteur de la marine, 1832-1859
- Conseil d'amirauté, contrôleur de la marine, 1859-1912
- Conseil d'amirauté, direction de la construction navale, 1913-1958
- Conseil d'amirauté, Département des navires, Division de la construction navale, 1959-1964